# Казначейские обязательства
Казначейские обязательства — вид размещаемых на добровольной основе среди населения государственных ценных бумаг, удостоверяющий внесение их держателями денежных средств в бюджет и дающих право на получение фиксированного дохода в течение всего срока владения этими ценными бумагами. В России выпускались в 1990-х годах для ликвидации имеющейся задолженности государства перед предприятиями.

## Предпосылки выпуска казначейских обязательств
В Российской Федерации к началу 1994 года сложилась ситуация, когда у государства возникла задолженность перед многими предприятиями по государственным закупкам, федеральным программам, государственному заказу и т. п., которая стимулировала возникновение задолженности предприятий друг перед другом. По оценкам специалистов каждый рубль долга государства перед предприятием порождал два-три рубля долгов предприятий друг перед другом.
Для ликвидации возникшей задолженности, основной причиной которого явился дефицит государственного бюджета, было принято решение не осуществлять дополнительную эмиссию денег, а выпустить казначейские обязательства, которыми можно было рассчитываться с государством по налогам, то есть происходил взаимный зачёт задолженности государства перед предприятиями в части финансирования работ по заказу государства и в части платежей в федеральный бюджет.

## Порядок выпуска и обращения казначейских обязательств
Выпуск казначейских обязательств осуществлялся сериями в бездокументарной форме Министерством финансов Российской Федерации. Параметрами выпуска являлись:
- дата выпуска;
- номинальная стоимость казначейского обязательства;
- процентная ставка;
- общий объём выпуска;
- срок начала погашения;
- срок обращения;
- ограничения на владение казначейскими обязательствами;
- число операций, в которых казначейские обязательства использовались как средства погашения кредиторской задолженности;
- срок обмена казначейских обязательств на налоговые освобождения;
- другие дополнительные сведения о выпуске[2].

Поскольку выпуск казначейских обязательств осуществлялся в бездокументарной форме, то учёт движения ценных бумаг осуществлялся на счетах депо в уполномоченных Минфином РФ банках, выполнявших функции депозитария.
Получив от Минфина РФ глобальный сертификат, уполномоченные депозитарии открывали счета депо первому держателю казначейских обязательств на весь объём выпуска данной серии. Первыми держателями являлись федеральные министерства и ведомства. Движение ценных бумаг осуществлялось переводом казначейских обязательств со счёта первого владельца на открываемые счета последующих владельцев, которые имели возможность в свою очередь переводить казначейские счета со своего счёта депо на счета депо последующих владельцев в счёт погашения кредиторской задолженности перед последними. Подтверждением того, что предприятие/организация является законным владельцем казначейских обязательств являлась выписка со счёта депо, выдаваемая уполномоченным депозитарием, то есть банком.
Для того, чтобы казначейские обязательства выполняли предусмотренную для них функцию расчётного средства, для каждой серии казначейских обязательств было установлено число расчётных операций, которые можно было совершить с этими ценными бумагами. Передача осуществлялась с помощью индоссамента. По каждой серии было установлено минимальное число индоссаментов, которое должно было пройти казначейское обязательство в процессе расчётов между предприятиями соответствующей отрасли. После этого владельцем казначейского обязательства могло стать любое юридическое лицо, а не только предприятие данной отрасли, то есть казначейские обязательства могли свободно обращаться на фондовом рынке.
При достижении срока начала погашения казначейских обязательств они могли быть предъявлены к погашению. Погашение осуществлялось Минфином РФ путём перечисления на счета последнего владельца номинальной стоимости казначейского обязательства и процентов за весь срок обращения.
Сумма выручки от погашения казначейского обязательства определялась на основании текущего курса следующим образом:
Kt = Н + Н × (T/360) × (R/100), где:
Kt — текущий курс казначейского обязательства;
Н — номинал казначейского обязательства;
T — срок обращения казначейского обязательства, но не более предусмотренного при выпуске срока обращения;
R — процентная ставка, исходя из 40 % годовых.
Под давлением Международного валютного фонда, не признававшего казначейские обязательства в качестве рыночной ценной бумаги, в 1995 году выпуск и обращение казначейских обязательств были прекращены.
Применение казначейских обязательств позволило государству в условиях дефицита государственного бюджета и высокой инфляции без дополнительной эмиссии денежных средств решить проблему взаимных неплатежей.